# SASUKE
사스케(일본어: サスケ)는 일본의 스포츠 엔터테인먼트 텔레비전 프로그램이다. 100명의 참가자가 4단계의 장애물 코스를 완주하는 프로그램이며, 1997년 9월 27일에 TBS계열에서 최초로 방송되었다.
이후 닌자 워리어(영어: Ninja Warrior, 닌자 전사)로 이름이 수정되어, 최소 18개 이상의 다른 국가에서 상영되었다.

## 경쟁과 토너먼트 형식
대회는 1년에 두번, 3월과 9월에 개최되고 있다.
각 스테이지는 거의 대부분의 신체 기능을 필요로 한다.

### 스테이지1
이 경쟁 스테이지 기술 강조 순 이 단계에서 다음과 같은 다양한 장애물이 있습니다
| 경쟁 | 스테이지 장애 | 스테이지 장애 | 스테이지 장애   | 스테이지 장애   | 스테이지 장애   | 스테이지 장애    | 스테이지 장애    | 스테이지 장애    | 스테이지 장애    | 스테이지 장애  | 스테이지 장애  | 스테이지 장애  | 시간 제한 |
| ---- | ------------- | ------------- | --------------- | --------------- | --------------- | ---------------- | ---------------- | ---------------- | ---------------- | -------------- | -------------- | -------------- | --------- |
| 1    | 배럴 등반     | 배럴 등반     | 배럴 등반       | 회전 로그       | 회전 로그       | 하강 배럴        | 하강 배럴        | 언덕 오르기 50도 | 언덕 오르기 50도 | 균형 다리      | 벽 등반        | 벽 등반        | 70초      |
| 2    | 배럴 등반     | 배럴 등반     | 배럴 등반       | 회전 로그       | 회전 로그       | 하강 배럴        | 하강 배럴        | 언덕 오르기 50도 | 언덕 오르기 50도 | 균형 다리      | 벽 등반        | 벽 등반        | 60초      |
| 3    | 배럴 등반     | 배럴 등반     | 롤링 로그       | 롤링 로그       | 균형 다리       | 하강 배럴        | 하강 배럴        | 언덕 오르기 50도 | 언덕 오르기 50도 | 로프 등반      | 로프 등반      | 로프 등반      | 60초      |
| 4    | 배럴 등반     | 배럴 등반     | 롤링 로그       | 롤링 로그       | 균형 다리       | 하강 배럴        | 하강 배럴        | 언덕 오르기 50도 | 언덕 오르기 50도 | 로프 등반      | 로프 등반      | 로프 등반      | 60초      |
| 5    | 배럴 등반     | 배럴 등반     | 롤링 로그       | 롤링 로그       | 균형 다리       | 밧줄 그물        | 밧줄 그물        | 뒤틀린 벽        | 뒤틀린 벽        | 로프 등반      | 로프 등반      | 로프 등반      | 75초      |
| 6    | 배럴 등반     | 배럴 등반     | 롤링 로그       | 롤링 로그       | 균형 다리       | 밧줄 그물        | 밧줄 그물        | 뒤틀린 벽        | 뒤틀린 벽        | 로프 등반      | 로프 등반      | 로프 등반      | 75초      |
| 7    | 배럴 등반     | 배럴 등반     | 롤링 로그       | 롤링 로그       | 균형 다리       | 밧줄 그물        | 밧줄 그물        | 뒤틀린 벽        | 뒤틀린 벽        | 로프 등반      | 로프 등반      | 로프 등반      | 75초      |
| 8    | 퀸 터플 걸음  | 퀸 터플 걸음  | 롤링 로그       | 롤링 로그       | 큰 볼더         | 밧줄 그물        | 밧줄 그물        | 뒤틀린 벽        | 뒤틀린 벽        | 로프 등반      | 로프 등반      | 로프 등반      | 77초      |
| 9    | 퀸 터플 걸음  | 퀸 터플 걸음  | 롤링 로그       | 롤링 로그       | 큰 볼더         | 밧줄 그물        | 밧줄 그물        | 뒤틀린 벽        | 뒤틀린 벽        | 로프 등반      | 로프 등반      | 로프 등반      | 77초      |
| 10   | 퀸 터플 걸음  | 퀸 터플 걸음  | 롤링 로그       | 롤링 로그       | 댄스 다리       | 밧줄 그물        | 밧줄 그물        | 뒤틀린 벽        | 뒤틀린 벽        | 타잔 스윙      | +              | 로프 등반      | 80초      |
| 11   | 퀸 터플 걸음  | 퀸 터플 걸음  | 롤링 로그       | 롤링 로그       | 균형 다리       | 밧줄 그물        | 밧줄 그물        | 뒤틀린 벽        | 뒤틀린 벽        | 타잔 스윙      | +              | 로프 등반      | 85초      |
| 12   | 삼각 석       | 삼각 석       | 롤링 로그       | 롤링 로그       | 판자 다리       | 밧줄 그물        | 밧줄 그물        | 뒤틀린 벽        | 뒤틀린 벽        | 타잔 스윙      | +              | 로프 등반      | 85초      |
| 13   | 프리즘시소    | 프리즘시소    | 롤링 로그       | 롤링 로그       | 칼날 다리       | 밧줄 그물        | 밧줄 그물        | 비뚤어진 벽      | 뒤틀린 벽        | 로프 등반      | 로프 등반      | 로프 등반      | 80초      |
| 14   | 콘 점프       | 콘 점프       | 나비 벽         | 롤링 로그       | 칼날 다리       | 밧줄 그물        | 밧줄 그물        | 비뚤어진 벽      | 뒤틀린 벽        | 로프 등반      | 로프 등반      | 로프 등반      | 103초     |
| 15   | 장애물 점프   | 장애물 점프   | 나비 벽         | 롤링 로그       | 칼날 다리       | 밧줄 그물        | 밧줄 그물        | 비뚤어진 벽      | 뒤틀린 벽        | 로프 등반      | 로프 등반      | 로프 등반      | 95초      |
| 16   | 다섯 돌       | 다섯 돌       | 롤링 로그       | 롤링 로그       | 칼날 다리       | 밧줄 그물        | 로프 역전        | 리버스 날기      | 뒤틀린 벽        | 로프 등반      | 로프 등반      | 로프 등반      | 100초     |
| 17   | 다섯 돌       | 다섯 돌       | 로그 슬로프     | 롤링 로그       | 칼날 다리       | 원형 슬라이더    | 밧줄 그물        | 뒤틀린 벽        | 뒤틀린 벽        | 로프 등반      | 로프 등반      | 로프 등반      | 85초      |
| 18   | 로프 글라이더 | 로프 글라이더 | 로그 그립       | 로그 그립       | 극 미로         | 점프 거미        | 번지 다리        | 만리 장성        | 플라잉 슈트      | 타잔 스윙      | +              | 밧줄 사다리    | 130초     |
| 19   | 다섯 돌       | 다섯 돌       | 로그 그립       | 로그 그립       | 극 미로         | 점프 거미        | 하프 파이프 공격 | 뒤틀린 벽        | 플라잉 슈트      | 타잔 스윙      | +              | 밧줄 사다리    | 115초     |
| 20   | 다섯 돌       | 다섯 돌       | 로그 그립       | 로그 그립       | 극 미로         | 점프 거미        | 하프 파이프 공격 | 뒤틀린 벽        | 플라잉 슈트      | 타잔 스윙      | +              | 밧줄 사다리    | 120초     |
| 21   | 다섯 돌       | 다섯 돌       | 로그 그립       | 로그 그립       | 극 미로         | 점프 거미        | 하프 파이프 공격 | 뒤틀린 벽        | 플라잉 슈트      | 타잔 스윙      | +              | 밧줄 사다리    | 120초     |
| 22   | 다섯 돌       | 다섯 돌       | 원형 해머       | 로그 그립       | 로그 그립       | 점프 거미        | 하프 파이프 공격 | 뒤틀린 벽        | 슬라이더 점프    | 타잔 스윙      | +              | 밧줄 사다리    | 120초     |
| 23   | 열두 목재     | 열두 목재     | 커튼 슬라이더   | 로그 그립       | 로그 그립       | 점프 거미        | 하프 파이프 공격 | 뒤틀린 벽        | 슬라이더 점프    | 타잔 스윙      | +              | 밧줄 사다리    | 120초     |
| 24   | 열두 목재     | 열두 목재     | 칼날 다리       | 로그 그립       | 로그 그립       | 점프 거미        | 하프 파이프 공격 | 뒤틀린 벽        | 슬라이더 점프    | 타잔 스윙      | +              | 밧줄 사다리    | 120초     |
| 25   | 돔 단계       | 돔 단계       | 롤링 로그       | 밧줄 그물       | 밧줄 그물       | 다리 점프        | 로그 그립        | 뒤틀린 벽        | 원형 슬라이더    | 타잔 스윙      | +              | 밧줄 사다리    | 115초     |
| 26   | 스텝 슬라이더 | 스텝 슬라이더 | 위험 스윙       | 롤링 에스카르고 | 롤링 에스카르고 | 점프 거미        | 하프 파이프 공격 | 뒤틀린 벽        | 자이언트 스윙    | 타잔 스윙      | +              | 밧줄 사다리    | 130초     |
| 27   | 스텝 슬라이더 | 스텝 슬라이더 | 롤링 에스카르고 | 자이언트 스윙^  | 자이언트 스윙^  | 점프 거미        | 하프 파이프 공격 | 뒤틀린 벽        | 스핀 다리        | 타잔 스윙      | +              | 밧줄 사다리    | 125초     |
| 28   | 퀸 터플 걸음  | 퀸 터플 걸음  | 롤링 에스카르고 | 롤링 에스카르고 | 스핀 다리       | 변경된 밧줄 그물 | 변경된 밧줄 그물 | 더블 뒤틀린 벽   | 더블 뒤틀린 벽   | 타잔 스윙      | +              | 밧줄 사다리    | 105초     |
| 29   | 멀리뛰기      | 멀리뛰기      | 로그 그립       | 로그 그립       | 고슴도치 다리   | 변경된 밧줄 그물 | 변경된 밧줄 그물 | 더블 뒤틀린 벽   | 더블 뒤틀린 벽   | 타잔 스윙      | +              | 밧줄 사다리    | 105초     |
| 30   | 멀리뛰기      | 멀리뛰기      | 로그 그립       | 로그 그립       | 고슴도치 다리   | 변경된 밧줄 그물 | 변경된 밧줄 그물 | 더블 뒤틀린 벽   | 더블 뒤틀린 벽   | 타잔 스윙      | +              | 벌목 등반      | 105초     |
| 31   | 롤링 힐       | 롤링 힐       | 로그 그립       | 로그 그립       | 뮤직 박스       | 변경된 밧줄 그물 | 변경된 밧줄 그물 | 태클 벽          | 뒤틀린 벽        | 타잔 스윙      | +              | 벌목 등반      | 120초     |
| 32   | 쿼드 단계     | +             | 롤링 힐         | 슬라이더 벽     | 뮤직 박스       | 이중 진자        | 이중 진자        | 태클 벽          | 뒤틀린 벽        | 타잔 스윙      | +              | 벌목 등반      | 115초     |
| 33   | 쿼드 단계     | +             | 롤링 힐         | 슬라이더 벽     | 생선 뼈         | 이중 진자        | 이중 진자        | 태클 벽          | 뒤틀린 벽        | 타잔 스윙      | +              | 벌목 등반      | 128초     |
| 34   | 쿼드 단계     | +             | 롤링 힐         | 슬라이더 벽     | 생선 뼈         | 이중 진자        | 이중 진자        | 태클 벽          | 뒤틀린 벽        | 타잔 스윙      | +              | 벌목 등반      | 123초     |
| 35   | 쿼드 단계     | +             | 롤링 힐         | 슬라이더 벽     | 생선 뼈         | 드래곤 글라이더  | 드래곤 글라이더  | 태클 벽          | 태클 벽          | 뒤틀린 벽      | 뒤틀린 벽      | 뒤틀린 벽      | 85초      |
| 36   | 쿼드 단계     | +             | 롤링 힐         | 날개 슬라이더   | 생선 뼈         | 드래곤 글라이더  | 드래곤 글라이더  | 태클 벽          | 태클 벽          | 뒤틀린 벽      | 뒤틀린 벽      | 뒤틀린 벽      | 85초      |
| 37   | 쿼드 단계     | +             | 롤링 힐         | 날개 슬라이더   | 생선 뼈         | 드래곤 글라이더  | 드래곤 글라이더  | 태클 벽          | 태클 벽          | 뒤틀린 벽      | 뒤틀린 벽      | 뒤틀린 벽      | 88초      |
| 38   | 쿼드 단계     | +             | 롤링 힐         | 비단 슬라이더   | 비단 슬라이더   | 생선 뼈          | 드래곤 글라이더  | 드래곤 글라이더  | 드래곤 글라이더  | 태클 벽        | 뒤틀린 벽      | 뒤틀린 벽      | 90초      |
| 39   | 쿼드 단계     | +             | 롤링 힐         | 비단 슬라이더   | 생선 뼈         | 드래곤 글라이더  | 드래곤 글라이더  | 태클 벽          | 태클 벽          | 더블 뒤틀린 벽 | 더블 뒤틀린 벽 | 더블 뒤틀린 벽 | 99초      |
| 40   | 쿼드 단계     | +             | 롤링 힐         | 비단 슬라이더   | 생선 뼈         | 드래곤 글라이더  | 드래곤 글라이더  | 태클 벽          | 태클 벽          | 더블 뒤틀린 벽 | 더블 뒤틀린 벽 | 더블 뒤틀린 벽 | 99초      |
| 41   | 쿼드 단계     | +             | 롤링 힐         | 비단 슬라이더   | 생선 뼈         | 트윈 다이아      | 드래곤 글라이더  | 드래곤 글라이더  | 태클 벽          | 뒤틀린 벽      | 뒤틀린 벽      | 뒤틀린 벽      | 110초     |
| 42   | 쿼드 단계     | +             | 롤링 힐         | 스크루드라이버  | 생선 뼈         | 트윈 다이아      | 드래곤 글라이더  | 드래곤 글라이더  | 태클 벽          | 뒤틀린 벽      | 뒤틀린 벽      | 뒤틀린 벽      | 110초     |

^ → 새롭게 개선된 장애물

### 스테이지2
이 스테이지는 속도 기술에 집중 민첩성 첫 스테이지보다 높은 레벨에 매달려 균형과 힘을 포함하여
| 경쟁 | 스테이지 장애       | 스테이지 장애       | 스테이지 장애       | 스테이지 장애 | 스테이지 장애      | 스테이지 장애 | 스테이지 장애 | 스테이지 장애 | 스테이지 장애 | 시간 제한 |
| ---- | ------------------- | ------------------- | ------------------- | ------------- | ------------------ | ------------- | ------------- | ------------- | ------------- | --------- |
| 1    | 스파이더 워크       | +                   | 움직이는 벽         | +             | 거미 등반          | 해머 닷지     | 컨베이어 벨트 | 컨베이어 벨트 | 벽 리프트     | 50초      |
| 2    | 스파이더 워크       | +                   | 움직이는 벽         | +             | 거미 등반          | 해머 닷지     | 컨베이어 벨트 | 컨베이어 벨트 | 벽 리프트     | 50초      |
| 3    | 스파이더 워크       | +                   | 움직이는 벽         | +             | 거미 등반          | 해머 닷지     | 컨베이어 벨트 | 컨베이어 벨트 | 벽 리프트     | 50초      |
| 4    | 스파이더 워크       | +                   | 움직이는 벽         | +             | 거미 등반          | 해머 닷지     | 컨베이어 벨트 | 컨베이어 벨트 | 벽 리프트     | 50초      |
| 5    | 태클 벽 기계        | 스파이더 워크       | 스파이더 워크       | 스파이더 워크 | 스파이더 워크      | 해머 닷지     | 컨베이어 벨트 | 컨베이어 벨트 | 벽 리프트     | 50초      |
| 6    | 좁은 벽             | 스파이더 워크       | 스파이더 워크       | 스파이더 워크 | 스파이더 워크      | 해머 닷지     | 컨베이어 벨트 | 컨베이어 벨트 | 벽 리프트     | 50초      |
| 7    | 연쇄 반응           | 벽돌 등반           | 벽돌 등반           | 스파이더 워크 | 스파이더 워크      | 해머 닷지     | 컨베이어 벨트 | 컨베이어 벨트 | 벽 리프트     | 90초      |
| 8    | 연쇄 반응           | 벽돌 등반           | 벽돌 등반           | 스파이더 워크 | 스파이더 워크      | 해머 닷지     | 컨베이어 벨트 | 컨베이어 벨트 | 벽 리프트     | 100초     |
| 9    | 연쇄 반응           | 벽돌 등반           | 벽돌 등반           | 스파이더 워크 | 스파이더 워크      | 해머 닷지     | 컨베이어 벨트 | 컨베이어 벨트 | 벽 리프트     | 80초      |
| 10   | 연쇄 반응           | 벽돌 등반           | 벽돌 등반           | 스파이더 워크 | 스파이더 워크      | 균형 탱크     | 컨베이어 벨트 | 컨베이어 벨트 | 벽 리프트     | 85초      |
| 11   | 연쇄 반응           | 벽돌 등반           | 벽돌 등반           | 스파이더 워크 | 스파이더 워크      | 균형 탱크     | 컨베이어 벨트 | 컨베이어 벨트 | 벽 리프트     | 80초      |
| 12   | 연쇄 반응           | 벽돌 등반           | 벽돌 등반           | 스파이더 워크 | 스파이더 워크      | 균형 탱크     | 컨베이어 벨트 | 컨베이어 벨트 | 벽 리프트     | 70초      |
| 13   | 연쇄 반응           | 벽돌 등반           | 벽돌 등반           | 스파이더 워크 | 스파이더 워크      | 균형 탱크     | 컨베이어 벨트 | 컨베이어 벨트 | 벽 리프트     | 70초      |
| 14   | 연쇄 반응           | 벽돌 등반           | 벽돌 등반           | 스파이더 워크 | 스파이더 워크      | 균형 탱크     | 금속 스핀     | 금속 스핀     | 벽 리프트     | 67초      |
| 15   | 연쇄 반응           | 벽돌 등반           | 벽돌 등반           | 스파이더 워크 | 스파이더 워크      | 균형 탱크     | 금속 스핀     | 금속 스핀     | 벽 리프트     | 65초      |
| 16   | 연쇄 반응           | 벽돌 등반           | 벽돌 등반           | 스파이더 워크 | 스파이더 워크      | 델타 다리     | 금속 스핀     | 금속 스핀     | 벽 리프트     | 66초      |
| 17   | 연쇄 반응           | 벽돌 등반           | 벽돌 등반           | 스파이더 워크 | 스파이더 워크      | 균형 탱크     | 금속 스핀     | 금속 스핀     | 벽 리프트     | 65초      |
| 18   | 내리막 점프         | 연어 사다리         | 연어 사다리         | +             | 스틱 슬라이더      | 순 다리       | 금속 스핀     | 금속 스핀     | 어깨 걸이     | 95초      |
| 19   | 내리막 점프         | 연어 사다리         | 연어 사다리         | +             | 스틱 슬라이더      | 스카이 워크   | 금속 스핀     | 금속 스핀     | 벽 리프트     | 80초      |
| 20   | 내리막 점프         | 연어 사다리         | 연어 사다리         | +             | 스틱 슬라이더      | 스윙 사다리   | 금속 스핀     | 금속 스핀     | 벽 리프트     | 90초      |
| 21   | 내리막 점프         | 연어 사다리         | 연어 사다리         | +             | 스틱 슬라이더      | 스윙 사다리   | 금속 스핀     | 금속 스핀     | 벽 리프트     | 80초      |
| 22   | 내리막 점프         | 연어 사다리         | 연어 사다리         | +             | 스틱 슬라이더      | 스윙 사다리   | 금속 스핀     | 금속 스핀     | 벽 리프트     | 80초      |
| 23   | 내리막 점프         | 연어 사다리         | 연어 사다리         | +             | 스틱 슬라이더      | 불안정한 다리 | 금속 스핀     | 금속 스핀     | 벽 리프트     | 70초      |
| 24   | 내리막 점프         | 연어 사다리         | 연어 사다리         | +             | 불안정한 다리      | 균형 탱크     | 금속 스핀     | 금속 스핀     | 벽 리프트     | 85초      |
| 25   | 슬라이더 드롭       | 더블 연어 사다리    | 더블 연어 사다리    | +             | 불안정한 다리      | 균형 탱크     | 금속 스핀     | 금속 스핀     | 벽 리프트     | 95초      |
| 26   | 슬라이더 드롭       | 더블 연어 사다리    | 더블 연어 사다리    | +             | 불안정한 다리      | 균형 탱크     | 금속 스핀     | 금속 스핀     | 벽 리프트     | 95초      |
| 27   | 슬라이더 드롭       | 더블 연어 사다리    | 더블 연어 사다리    | +             | 불안정한 다리      | 균형 탱크     | 금속 스핀     | 금속 스핀     | 벽 리프트     | 90초      |
| 28   | 크로스 슬라이더     | 교환 연어 사다리    | 교환 연어 사다리    | +             | 불안정한 다리      | 스파이더 워크 | 역류          | 역류          | 통과 벽       | 135초     |
| 29   | 크로스 슬라이더     | 교환 연어 사다리    | 교환 연어 사다리    | +             | 불안정한 다리      | 스파이더 워크 | 역류          | 역류          | 통과 벽       | 90초      |
| 30   | 크로스 슬라이더     | 교환 연어 사다리    | 교환 연어 사다리    | +             | 불안정한 다리      | 스파이더 워크 | 역류          | 역류          | 벽 리프트     | 110초     |
| 31   | 크로스 슬라이더     | 연어 사다리 오르막  | 연어 사다리 오르막  | +             | 하강 사다리 오르막 | 스파이더 워크 | 역류          | 역류          | 벽 리프트     | 100초     |
| 32   | 크로스 슬라이더     | 연어 사다리 오르막  | 연어 사다리 오르막  | +             | 하강 사다리 오르막 | 스파이더 워크 | 역류          | 컨베이어 벨트 | 벽 리프트     | 115초     |
| 33   | 링 슬라이더         | 연어 사다리 오르막  | 연어 사다리 오르막  | +             | 하강 사다리 오르막 | 스파이더 워크 | 역류          | 컨베이어 벨트 | 벽 리프트     | 110초     |
| 34   | 링 슬라이더         | 연어 사다리 오르막  | 연어 사다리 오르막  | +             | 하강 사다리 오르막 | 스파이더 워크 | 역류          | 컨베이어 벨트 | 벽 리프트     | 110초     |
| 35   | 링 슬라이더         | 연어 사다리 오르막  | 연어 사다리 오르막  | +             | 하강 사다리 오르막 | 스파이더 워크 | 역류          | 컨베이어 벨트 | 벽 리프트     | 110초     |
| 36   | 링 슬라이더         | 연어 사다리 오르막  | 연어 사다리 오르막  | +             | 하강 사다리 오르막 | 스파이더 워크 | 역류          | 컨베이어 벨트 | 벽 리프트     | 110초     |
| 37   | 연어 사다리 오르막* | 연어 사다리 오르막* | 연어 사다리 오르막* | +             | 하강 사다리 오르막 | 스파이더 워크 | 역류          | 컨베이어 벨트 | 벽 리프트     | 100초     |
| 38   | 롤링 로그           | 연어 사다리 오르막  | 연어 사다리 오르막  | +             | 하강 사다리 오르막 | 스파이더 워크 | 역류          | 컨베이어 벨트 | 벽 리프트     | 105초     |
| 39   | 롤링 로그           | 연어 사다리 오르막  | 연어 사다리 오르막  | +             | 하강 사다리 오르막 | 스파이더 워크 | 역류          | 컨베이어 벨트 | 벽 리프트     | 105초     |
| 40   | 롤링 로그           | 연어 사다리 오르막  | 연어 사다리 오르막  | +             | 하강 사다리 오르막 | 스파이더 워크 | 역류          | 컨베이어 벨트 | 벽 리프트     | 100초     |
| 41   | 롤링 로그           | 연어 사다리 오르막  | 연어 사다리 오르막  | +             | 하강 사다리 오르막 | 스파이더 워크 | 역류          | 컨베이어 벨트 | 벽 리프트     | 100초     |
| 42   | 롤링 로그           | 연어 사다리 오르막  | 연어 사다리 오르막  | +             | 하강 사다리 오르막 | 스파이더 워크 | 역류          | 컨베이어 벨트 | 벽 리프트     | 95초      |

### 스테이지3
이 스테이지는 난이도가 높으며, 타이머가 없다.
| 경쟁 | 스테이지 장애  | 스테이지 장애  | 스테이지 장애      | 스테이지 장애      | 스테이지 장애        | 스테이지 장애             | 스테이지 장애             | 스테이지 장애             | 스테이지 장애             | 스테이지 장애   | 스테이지 장애   | 스테이지 장애    | 스테이지 장애   | 스테이지 장애   |
| ---- | -------------- | -------------- | ------------------ | ------------------ | -------------------- | ------------------------- | ------------------------- | ------------------------- | ------------------------- | --------------- | --------------- | ---------------- | --------------- | --------------- |
| 1    | 폴 브리지      | 폴 브리지      | 체인 스윙          | 체인 스윙          | 체인 스윙            | 체인 스윙                 | 체인 스윙                 | 핀쿠션                    | 핀쿠션                    | 핀쿠션          | 핀쿠션          | 핀쿠션           | 핀쿠션          | 핀쿠션          |
| 2    | 폴 브리지      | 폴 브리지      | 프로펠러 바        | 프로펠러 바        | 프로펠러 바          | 체인 스윙                 | 체인 스윙                 | 파이프 슬라이더           | 파이프 슬라이더           | 파이프 슬라이더 | 파이프 슬라이더 | 파이프 슬라이더  | 파이프 슬라이더 | 파이프 슬라이더 |
| 3    | 슈퍼 볼트      | 슈퍼 볼트      | 프로펠러 바        | 프로펠러 바        | 프로펠러 바          | 체인 스윙                 | 체인 스윙                 | 파이프 슬라이더           | 파이프 슬라이더           | 파이프 슬라이더 | 파이프 슬라이더 | 파이프 슬라이더  | 파이프 슬라이더 | 파이프 슬라이더 |
| 4    | 슈퍼 볼트      | 슈퍼 볼트      | 프로펠러 바        | 프로펠러 바        | 프로펠러 바          | 팔 자전거                 | 클리프 행어               | 파이프 슬라이더           | 파이프 슬라이더           | 파이프 슬라이더 | 파이프 슬라이더 | 파이프 슬라이더  | 파이프 슬라이더 | 파이프 슬라이더 |
| 5    | 프로펠러 바    | 프로펠러 바    | 바디 소품          | 바디 소품          | 바디 소품            | 팔 자전거                 | 클리프 행어               | 파이프 슬라이더           | 파이프 슬라이더           | 파이프 슬라이더 | 파이프 슬라이더 | 파이프 슬라이더  | 파이프 슬라이더 | 파이프 슬라이더 |
| 6    | 프로펠러 바    | 프로펠러 바    | 바디 소품          | 바디 소품          | 바디 소품            | 팔 자전거                 | 클리프 행어               | 파이프 슬라이더           | 파이프 슬라이더           | 파이프 슬라이더 | 파이프 슬라이더 | 파이프 슬라이더  | 파이프 슬라이더 | 파이프 슬라이더 |
| 7    | 프로펠러 바    | 프로펠러 바    | 바디 소품          | 바디 소품          | 바디 소품            | 팔 자전거                 | 클리프 행어               | 파이프 슬라이더           | 파이프 슬라이더           | 파이프 슬라이더 | 파이프 슬라이더 | 파이프 슬라이더  | 파이프 슬라이더 | 파이프 슬라이더 |
| 8    | 프로펠러 바    | 프로펠러 바    | 바디 소품          | 바디 소품          | 바디 소품            | 팔 자전거                 | 클리프 행어               | 파이프 슬라이더           | 파이프 슬라이더           | 파이프 슬라이더 | 파이프 슬라이더 | 파이프 슬라이더  | 파이프 슬라이더 | 파이프 슬라이더 |
| 9    | 럼블 링 주사위 | 럼블 링 주사위 | 바디 소품          | 바디 소품          | 바디 소품            | 글로브 파악               | 클리프 행어               | 파이프 슬라이더           | 파이프 슬라이더           | 파이프 슬라이더 | 파이프 슬라이더 | 파이프 슬라이더  | 파이프 슬라이더 | 파이프 슬라이더 |
| 10   | 럼블 링 주사위 | 럼블 링 주사위 | 바디 소품          | 바디 소품          | 바디 소품            | 글로브 파악               | 클리프 행어               | 파이프 슬라이더           | 파이프 슬라이더           | 파이프 슬라이더 | 파이프 슬라이더 | 파이프 슬라이더  | 파이프 슬라이더 | 파이프 슬라이더 |
| 11   | 럼블 링 주사위 | 럼블 링 주사위 | 바디 소품          | 바디 소품          | 바디 소품            | 글로브 파악               | 클리프 행어               | 파이프 슬라이더           | 파이프 슬라이더           | 파이프 슬라이더 | 파이프 슬라이더 | 파이프 슬라이더  | 파이프 슬라이더 | 파이프 슬라이더 |
| 12   | 럼블 링 주사위 | 럼블 링 주사위 | 바디 소품          | 바디 소품          | 바디 소품            | 글로브 파악               | 클리프 행어               | 파이프 슬라이더           | 파이프 슬라이더           | 파이프 슬라이더 | 파이프 슬라이더 | 파이프 슬라이더  | 파이프 슬라이더 | 파이프 슬라이더 |
| 13   | 럼블 링 주사위 | 럼블 링 주사위 | 바디 소품          | 바디 소품          | 바디 소품            | 커튼 집착                 | 클리프 행어               | 파이프 슬라이더           | 파이프 슬라이더           | 파이프 슬라이더 | 파이프 슬라이더 | 파이프 슬라이더  | 파이프 슬라이더 | 파이프 슬라이더 |
| 14   | 럼블 링 주사위 | 럼블 링 주사위 | 바디 소품          | 바디 소품          | 바디 소품            | 커튼 집착                 | 클리프 행어               | 점프 바                   | +                         | 등산 바         | 악마의 스윙     | 악마의 스윙      | +               | 파이프 슬라이더 |
| 15   | 럼블 링 주사위 | 럼블 링 주사위 | 바디 소품          | 바디 소품          | 바디 소품            | 커튼 집착                 | 클리프 행어               | 점프 바                   | +                         | 등산 바         | 악마의 스윙     | 악마의 스윙      | +               | 파이프 슬라이더 |
| 16   | 암링           | 암링           | 바디 소품          | 바디 소품          | 바디 소품            | 커튼 집착                 | 클리프 행어               | 점프 바                   | +                         | 등산 바         | 악마의 스윙     | 악마의 스윙      | +               | 파이프 슬라이더 |
| 17   | 암링           | 암링           | 바디 소품          | 바디 소품          | 바디 소품            | 커튼 집착                 | 클리프 행어               | 점프 바                   | +                         | 등산 바         | 악마의 스윙     | 악마의 스윙      | +               | 파이프 슬라이더 |
| 18   | 암링           | +              | 팔 자전거          | 팔 자전거          | 팔 자전거            | 커튼 스윙                 | 새로운 클리프 행어        | 점프 바                   | +                         | 등산 바         | +               | 스파이더 플립    | 반지            | 반지            |
| 19   | 암링           | 암링           | 글로브 파악        | 글로브 파악        | 글로브 파악          | 악마 단계                 | 새로운 클리프 행어        | 점프 바                   | +                         | 산악인 보내기   | +               | 스파이더 플립    | 반지            | 반지            |
| 20   | 암링           | 암링           | 글로브 파악        | 글로브 파악        | 글로브 파악          | 악마 단계                 | 새로운 클리프 행어        | 점프 바                   | +                         | 산악인 보내기   | +               | 스파이더 플립    | 반지            | 반지            |
| 21   | 암링           | 암링           | 글로브 파악        | 글로브 파악        | 글로브 파악          | 악마 단계                 | 새로운 클리프 행어        | 점프 바                   | +                         | 산악인 보내기   | +               | 스파이더 플립    | 반지            | 반지            |
| 22   | 암링           | 암링           | 글로브 파악        | 글로브 파악        | 글로브 파악          | 악마 단계                 | 새로운 클리프 행어        | 점프 바                   | +                         | 산악인 보내기   | +               | 스파이더 플립    | 반지            | 반지            |
| 23   | 암링           | 암링           | 글로브 파악        | 글로브 파악        | 글로브 파악          | 악마 단계                 | 새로운 클리프 행어        | 점프 바                   | +                         | 산악인 보내기   | +               | 스파이더 플립    | 반지            | 반지            |
| 24   | 암링           | 암링           | 로프 정션          | 로프 정션          | 로프 정션            | 악마 단계                 | 새로운 클리프 행어        | 점프 바                   | +                         | 산악인 보내기   | +               | 스파이더 플립    | 반지            | 반지            |
| 25   | 룰렛 실린더    | +              | 도어 노브 그래스퍼 | 도어 노브 그래스퍼 | 도어 노브 그래스퍼   | 플로팅 보드               | 궁극 클리프 행어          | 스윙 서클                 | 스윙 서클                 | 스윙 서클       | +               | 번지 로프 클라임 | 플라잉 바       | 플라잉 바       |
| 26   | 룰렛 실린더    | +              | 도어 노브 그래스퍼 | 도어 노브 그래스퍼 | 도어 노브 그래스퍼   | 사이클로드                | 궁극 클리프 행어          | 스윙 서클                 | 스윙 서클                 | 스윙 서클       | +               | 번지 로프 클라임 | 플라잉 바       | 플라잉 바       |
| 27   | 팔 자전거      | 팔 자전거      | 플라잉 바^         | 플라잉 바^         | 궁극 클리프 행어     | 궁극 클리프 행어          | 스윙 서클^                | 스윙 서클^                | +                         | 체인 시소       | +               | 번지 로프 클라임 | 바 글라이더     | 바 글라이더     |
| 28   | 럼블 링 주사위 | 럼블 링 주사위 | 아이언 패들러      | 아이언 패들러      | 크레이지 클리프 행어 | 크레이지 클리프 행어      | 커튼 집착                 | 커튼 집착                 | 커튼 집착                 | 수직 한계       | 수직 한계       | 파이프 슬라이더  | 파이프 슬라이더 | 파이프 슬라이더 |
| 29   | 럼블 링 주사위 | 럼블 링 주사위 | 아이언 패들러      | 아이언 패들러      | 크레이지 클리프 행어 | 크레이지 클리프 행어      | 커튼 집착                 | 커튼 집착                 | 커튼 집착                 | 수직 한계       | 수직 한계       | 파이프 슬라이더  | 파이프 슬라이더 | 파이프 슬라이더 |
| 30   | 럼블 링 주사위 | 럼블 링 주사위 | 아이언 패들러      | 아이언 패들러      | 드럼 호퍼            | 크레이지 클리프 행어      | 크레이지 클리프 행어      | 크레이지 클리프 행어      | 크레이지 클리프 행어      | 수직 한계       | 수직 한계       | 파이프 슬라이더  | 파이프 슬라이더 | 파이프 슬라이더 |
| 31   | 드럼 호퍼      | 드럼 호퍼      | 아이언 패들러      | 아이언 패들러      | 사이드와인더         | 크레이지 클리프 행어      | 크레이지 클리프 행어      | 크레이지 클리프 행어      | 크레이지 클리프 행어      | 수직 한계       | 수직 한계       | 파이프 슬라이더  | 파이프 슬라이더 | 파이프 슬라이더 |
| 32   | 드럼 호퍼      | 드럼 호퍼      | 플라잉 바^         | 플라잉 바^         | 사이드와인더         | 궁극 크레이지 클리프 행어 | 궁극 크레이지 클리프 행어 | 궁극 크레이지 클리프 행어 | +                         | 수직 한계       | 수직 한계       | 파이프 슬라이더  | 파이프 슬라이더 | 파이프 슬라이더 |
| 33   | 드럼 호퍼      | 드럼 호퍼      | 플라잉 바^         | +                  | 사이드와인더         | 궁극 크레이지 클리프 행어 | 궁극 크레이지 클리프 행어 | 궁극 크레이지 클리프 행어 | +                         | 수직 한계       | +               | 파이프 슬라이더  | 파이프 슬라이더 | 파이프 슬라이더 |
| 34   | 드럼 호퍼      | 드럼 호퍼      | 플라잉 바^         | +                  | 사이드와인더         | 궁극 크레이지 클리프 행어 | 궁극 크레이지 클리프 행어 | 궁극 크레이지 클리프 행어 | +                         | 수직 한계       | 수직 한계       | 파이프 슬라이더  | 파이프 슬라이더 | 파이프 슬라이더 |
| 35   | 플라잉 바      | +              | 사이드와인더       | 사이드와인더       | 행성 다리            | 궁극 크레이지 클리프 행어 | 궁극 크레이지 클리프 행어 | 궁극 크레이지 클리프 행어 | 궁극 크레이지 클리프 행어 | 수직 한계       | 수직 한계       | 파이프 슬라이더  | 파이프 슬라이더 | 파이프 슬라이더 |
| 36   | 플라잉 바      | +              | 사이드와인더       | 사이드와인더       | 행성 다리            | 궁극 크레이지 클리프 행어 | 궁극 크레이지 클리프 행어 | 궁극 크레이지 클리프 행어 | 궁극 크레이지 클리프 행어 | 수직 한계       | 수직 한계       | 파이프 슬라이더  | 파이프 슬라이더 | 파이프 슬라이더 |
| 37   | 플라잉 바      | +              | 사이드와인더       | 사이드와인더       | 행성 다리            | 클리프 행어 디멘션*       | 클리프 행어 디멘션*       | 클리프 행어 디멘션*       | 클리프 행어 디멘션*       | 수직 한계       | 수직 한계       | 파이프 슬라이더  | 파이프 슬라이더 | 파이프 슬라이더 |
| 38   | 플라잉 바      | +              | 사이드와인더       | 행성 다리          | 행성 다리            | 클리프 행어 디멘션        | 클리프 행어 디멘션        | 클리프 행어 디멘션        | 수직 한계                 | 파이프 슬라이더 | 파이프 슬라이더 | 파이프 슬라이더  | 파이프 슬라이더 | 파이프 슬라이더 |
| 39   | 플라잉 바      | +              | 사이드와인더       | 스윙 에지          | 스윙 에지            | 클리프 행어 디멘션        | 클리프 행어 디멘션        | 클리프 행어 디멘션        | 수직 한계                 | 파이프 슬라이더 | 파이프 슬라이더 | 파이프 슬라이더  | 파이프 슬라이더 | 파이프 슬라이더 |
| 40   | 플라잉 바      | +              | 사이드와인더       | 스윙 에지          | 스윙 에지            | 클리프 디멘션             | 클리프 디멘션             | 클리프 디멘션             | 수직 한계                 | 파이프 슬라이더 | 파이프 슬라이더 | 파이프 슬라이더  | 파이프 슬라이더 | 파이프 슬라이더 |
| 41   | 플라잉 바      | +              | 사이드와인더       | 스윙 에지          | 스윙 에지            | 클리프 디멘션             | 클리프 디멘션             | 클리프 디멘션             | 수직 한계 버스트          | 파이프 슬라이더 | 파이프 슬라이더 | 파이프 슬라이더  | 파이프 슬라이더 | 파이프 슬라이더 |
| 42   | 플라잉 바      | +              | 사이드와인더       | 스윙 에지          | 스윙 에지            | 클리프 디멘션             | 클리프 디멘션             | 클리프 디멘션             | 수직 한계 버스트          | 파이프 슬라이더 | 파이프 슬라이더 | 파이프 슬라이더  | 파이프 슬라이더 | 파이프 슬라이더 |

### 최종 스테이지
이 스테이지에서는 균형 감각과 집중력, 속력을 필요로 한다.
| 경쟁    | 스테이지 장애         | 스테이지 장애         | 스테이지 장애            | 총 높이   | 시간 제한  |
| ------- | --------------------- | --------------------- | ------------------------ | --------- | ---------- |
| 1 → 4   | 로프 등반 (15 미터)   | 로프 등반 (15 미터)   | 로프 등반 (15 미터)      | 15미터    | 30초       |
| 5 → 17  | 거미 등반 [12.5미터]  | 거미 등반 [12.5미터]  | 최종 로프 [10미터]       | 22.5미터  | 30초       |
| 18 → 22 | 하늘 사다리 [13 미터] | 하늘 사다리 [13 미터] | 번지 점프 로프 [10 미터] | 23미터    | 45초       |
| 23 → 24 | 하늘 사다리 [13 미터] | 하늘 사다리 [13 미터] | 번지 점프 로프 [10 미터] | 23미터    | 40초       |
| 25 → 27 | 로프 등반 [20 미터]   | 로프 등반 [20 미터]   | 로프 등반 [20 미터]      | 20미터    | 40초       |
| 28*     | 로프 등반 [23 미터]   | 로프 등반 [23 미터]   | 로프 등반 [23 미터]      | 23미터    | 알 수 없는 |
| 29 → 31 | 거미 등반 [12 미터]   | 거미 등반 [12 미터]   | 최종 로프 [12 미터]      | 24미터    | 30초       |
| 32*     | 거미 등반 [8 미터]    | 연어 사다리 [7 미터]  | 최종 로프 [10 미터]      | 25미터    | 알 수 없는 |
| 33 → 38 | 거미 등반 [8 미터]    | 연어 사다리 [7 미터]  | 최종 로프 [10 미터]      | 25미터    | 45초       |
| 39 →    | 암벽 등반 [8.5 미터]  | 연어 사다리 [7 미터]  | 최종 로프 [10 미터]      | 25.5 미터 | 45초       |

- *제 28회과 32회에서는 아무도 최종 스테이지를 통과하지 못했다.

## 같이 보기
- 사루토비 사스케